# Brachypteryx
Genre
Brachypteryx est un genre de passereaux de la famille des Muscicapidae. 

## Systématique
Les travaux de Sangster et al. (2010) et Zuccon & Ericson (2010) montrent que les espèces de ce genre n'appartiennent pas à la famille des Turdidae, mais à la famille des Muscicapidae. S'appuyant sur ces travaux, le Congrès ornithologique international, dans sa classification de référence (version 3.4, 2013), déplace le genre Brachypteryx vers la famille des Muscicapidae. 

### Liste des espèces
Selon la classification de référence du Congrès ornithologique international (version 13.2, 2023) :
- Brachypteryx hyperythra – Brachyptère à ventre roux
- Brachypteryx leucophris – Petite Brachyptère
- Brachypteryx cruralis – Brachyptère de l'Himalaya
- Brachypteryx sinensis – Brachyptère du Fujian
- Brachypteryx goodfellowi – Brachyptère de Taïwan
- Brachypteryx poliogyna – Brachyptère des Philippines
- Brachypteryx erythrogyna – Brachyptère de Bornéo
- Brachypteryx saturata – Brachyptère de Sumatra
- Brachypteryx montana – Brachyptère bleue
- Brachypteryx floris – Brachyptère de Florès

## Synonymes
Le nom valide complet (avec auteur) de ce taxon est Brachypteryx Horsfield, 1821.
Brachypteryx a pour synonymes :
- Brachypterix Brayley, 1827
- Goldana Gray, 1840